# Martin (Tennessee)
Martin è una città degli Stati Uniti d'America, situata nello Stato del Tennessee, nella Contea di Weakley. La città è sede di uno dei cinque campus dell'Università del Tennessee.